# Karl-Heinz Loui
Karl-Heinz Loui (* 23. März 1924 in Stralsund; † 6. Januar 2012 in Berlin) war ein deutscher Architekt und Baubeamter.
Loui studierte an der Ingenieurschule Neustrelitz. Anschließend war er als Architekt im Hoch- und Industriebau Stralsund tätig und als Stadtbaudirektor der Stadt Stralsund. Im Jahr 1960 zog er nach Rostock, wo er das Amt des Bezirksbaudirektors für den Bezirk Rostock übernahm. Dieses Amt übte er bis 1982 aus, anschließend war er bis zu seiner Pensionierung im Jahr 1989 am Institut für Denkmalpflege, Arbeitsstelle Schwerin, als Bezirkskonservator tätig. In dieser Funktion war er für die drei DDR-Nordbezirke Rostock, Schwerin und Neubrandenburg zuständig, da das Institut für Denkmalpflege auch nach der Auflösung der Länderstruktur von 1952 weiterhin für das Gesamtgebiet des ehemaligen Landes Mecklenburg zuständig war. Nach 1990 wurde in Mecklenburg-Vorpommern das Amt des Landeskonservators eingerichtet.
Nach seiner Pensionierung zog er zu Verwandten nach Berlin, wo er im Jahr 2012 starb und am 9. Februar auf dem Friedhof Pankow III beigesetzt wurde.
In seine Amtszeit in Rostock fielen die Gestaltung des Neubaugebietes Nördliche Altstadt, des Fünf-Giebel-Hauses, der Sport- und Kongresshalle sowie die Sanierung des Hausbaumhauses und der Beginn der Sanierung des Klosters zum Heiligen Kreuz in Rostock.

## Auszeichnungen
- 1974 Vaterländischer Verdienstorden in Silber

## Schriften (Auswahl)
- Stralsund im Revolutionsjahr 1848. Petermänken-Verlag, Schwerin 1958.
- Mit Lothar Mannewitz: Denkmalpflege. Bestandteil komplexer Umweltgestaltung. In: Bildende Kunst, Berlin, 1979, S. 385–387
- Denkmalpflege im Bezirk Rostock. In: Beiträge zur Geschichte der Stadt Rostock, Neue Folge, Heft 3 (1983).